# 马克特阿尔豪
马克特阿尔豪是奥地利布尔根兰州上瓦特县的一个市镇。总面积32.31平方公里，总人口1769人，人口密度54.8人/平方公里（2001年）。